# Ferndale, Florida
Ferndale är en ort i Lake County i delstaten Florida, USA.